# Cos (ciutat)
Cos (en grec antic Κῶς; modern: Κως) és el nom d'una ciutat grega de l'illa de Cos. És la ciutat més gran de l'illa, situada en el seu extrem oriental. L'any 2011, el municipi de Cos tenia 33.388 habitants, i la unitat municipal de Cos 19.432.

## Història
Al segle viii aC va formar part de l'anomenada Hexàpolis dòrica en la qual participaven Cos, Cnido, Halicarnàs, Lindos, Ialisos i Camiros.
Era també coneguda com a Cos dels Mèropes o Cos Meròpide. Tucídides assenyala que la utilitzaren els atenesos, juntament amb les illes de Khalki i Samos, com a base d'operacions contra Rodes l'any 412 ae. Poc després va ser fortificada per Alcibíades. Pausànies esmenta també Cos com el lloc d'origen d'alguns vencedors olímpics.
La ciutat de Cos es refundà després per sinecisme, a causa d'una revolta l'any 366 ae. Segons Estrabó, abans de viure en aquesta ciutat refundada de Cos, els seus habitants vivien a Astipalea, situada en una altra part de l'illa, també al costat de la mar.